# Erythropogon
Erythropogon is een vliegengeslacht uit de familie van de roofvliegen (Asilidae).

## Soorten
- E. ichneumoniformis White, 1914